# ژرژ دومزیل
ژرژ دومزیل (Georges Dumezil) اسطوره‌شناس و متخصص زبان‌شناس تاریخی فرانسوی و یکی از نخستین نمایندگان روش ساختارگرایی تطبیقی در علوم اجتماعی است.
ژرژ دومزیل، در ۱۸۹۸ به دنیا آمد و در ۱۱ اکتبر ۱۹۸۶، در ۸۸ سالگی درگذشت. در عین حال باستانشناس و زبانشناس و اسطوره‌شناس و تاریخ‌دان بود. در حدود بیست زبان می‌دانست، از جمله یونانی قدیم و سانسکریت و لاتین و روسی و ترکی و قفقازی و ارمنی و زبان‌های باستانی ایرانی.
او صدها مقاله و در حدود پنجاه تألیف به یادگار گذاشت. فروتنانه خود را نه نظریّه‌پرداز و فیلسوف، بلکه فقط مورخ و واقعه‌نگار و پژوهنده در تاریخ تطبیقی می‌دانست و در سراسر عمر، با وسواس، تحقیقات عملی‌اش را مرتباً ویرایش و پیرایش کرد و از سر گرفت و خاصه از تعمیم‌های شتابزده پرهیز داشت.

## زندگی
ژرژ دومزیل در ۴ مارس ۱۸۹۸ در پاریس به دنیا آمد. ابتدا با خواندن افسانه‌های یونانی در کودکی بود که به اسطوره علاقه‌مند شد. پدرش متن دوزبانهٔ مشهور آلمانی – فرانسوی نیبور را به او داده بود. این اسطوره‌شناس آینده همچنین داستان‌های پرو را در کودکی خوانده بود.
دومزیل پس از اتمام تحصیل متوسطه، به مدرسهٔ معتبر پاریس، لویی – لو – گران، رفت و در ۱۹۱۶ وارد اکول نرمال (خیابان اولم) شد. اگرچه با جنگ جهانی اول تحصیلات او دچار وقفه شد (در ۱۹۱۹ لیسانس ادبیات گرفت و اندکی پس از آن، در مدرسهٔ بووه در شمال فرانسه، جایی که تا اکتبر ۱۹۲۰ تدریس کرد، لقب «استاد» گرفت. دومزیل، که نمی‌توانست زندگی یک معلم مدرسهٔ متوسطه را تحمل کند، کار خود را رها کرد تا، زیرنظر زبان‌شناس تاریخی برجستهٔ آن زمان، یعنی آنتوان میه، خود را وقف تهیهٔ رسالهٔ دکتری دولتی خود به نام جشن جاودانگی – پژوهشی تطبیقی در اسطوره‌های هندواروپایی کند. او همچنین در اندیشهٔ یافتن کاری در خارج کشور بود و بعدها به عنوان مربی زبان فرانسه در دانشگاه ورشو به کار مشغول شد.

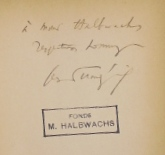

چون دور از فرانسه بودن در آن زمان برای دومزیل بس دردناک بود، پس از شش ماه استعفا داد و در تابستان ۱۹۲۱ به پاریس بازگشت. پس از سه سال پژوهش، رسالهٔ دکتری خود را، که در ۱۹۲۴ از آن دفاع کرد، به پایان رساند. اندکی پس از آن، این دانش‌پژوه جوان به ترکیه رفت تا به عنوان استاد تاریخ ادیان در دانشگاه استانبول تدریس کند، کاری که در پرتو سیاست‌های سکولار مصطفی کمال ممکن شد.
دومزیل شش سال (۳۱–۱۹۲۵) در ترکیه درس داد، سال‌هایی که او، در ۱۹۸۶، آن‌ها را «بهترین سال‌های» زندگی خود نامید. دومزیل، پس از دو سال کار در دانشگاه اوپسالا (جایی که او فراگیری زبان‌های اسکاندیناوی را شروع کرد) به عنوان مربی زنان فرانسه، در ۱۹۳۳ به فرانسه بازگشت تا به عنوان مدیر پژوهش در «مدرسهٔ مطالعات عالی» (اکول پراتیک) مشغول کار شود.
در ۱۹۴۹، دومزیل به عنوان استاد صاحب کرسی برای تدریس تمدن هندواروپایی در کلژ دو فرانس برگزیده شد، و تا زمان بازنشستگی خود در ۱۹۶۸ در آن به تدریس پرداخت. وی سپس سه سال در ایالات متحد آمریکا درس داد، و در ۱۹۷۸ به عضویت آکادمی فرانسه برگزیده شد.
ژرژ دومزیل، در ۱۱ اکتبر ۱۹۸۶، درگذشت.

## اندیشه و آثار
روش روش ساختارگرایی تطبیقی در علوم اجتماعی که بر نظامی دقیق از طبقه‌بندی‌ها و تجزیه و تحلیل‌ها مبتنی است، به دومزیل امکان داد تا، در «تمدن» هند و اروپایی، سه کارکرد اجتماعی نامتغیر را نشان دهد: حاکمیت، جنگ، و تولید. به بیان دقیق‌تر، دومزیل می‌کوشید که سرشت و همبستگی عناصر تشکیل‌دهندهٔ تمدن هند و اروپایی را نمایش دهد – بی‌آن که منکر تفاوت این عناصر باشد. این نمایش از طریق شبیخونی حیرت‌انگیز به دین و اسطورهٔ هند و اروپایی، آن‌گونه که در حماسه‌ها، افسانه‌ها و تاریخ‌ها (مثلاً بنیانگذاری روم) آمده‌اند، انجام می‌گیرد. در میان منابع استثنایی دومزیل باید به مهابهاراتا از هند، اوستا (کتاب مقدس زرتشتیان) از ایران، ادا از اسکاندیناوی و، در مورد روم، انه‌اید ویرژیل اشاره کرد.

## آثار
- Le Festin d’immortalite. Étude de mythologie comparee indo-européenne, Paris. Annalies de musée Guimet. ۱۹۲۴.

این اثر، رسالهٔ دکتری دومزیل بود.
- Ouranous-Varuna: Étude de mythologie comparée indo-européenne, Paris. Adrien-Maisonneuve. ۱۹۳۴.
- Flamen-Brahman, Paris, Annales du musée Guimet. Petit collection. ۱۹۳۵.
- Mitra-Varuna: An Essay on Two Indo-European Represemations of Sovereignty (1940), trans. Derek Coltman. New York. Zone Books. ۱۹۸۸.
- Jupiter, Mars, Quirinus, Paris. Gallimard, ۱۹۴۱
- The Stakes of the Warrior (a translation of Heur et malheur du gerrier) (1956 and 1969).trans. David Weeks. University of California Press. ۱۹۸۳.
- Les Dieux souverains des indo-européens (۱۹۵۹).
- Paris. Gallimard. 1977. Partially translated in to English as Gods of the Ancient Northmen, ed. Einar Haugen, trans.various. Berkeley. University of Californai Press. ۱۹۷۳.
- Idées romaines, Paris, Gallimard. ۱۹۶۸.
- Destiny of a King (partial translation of Myth et ideologie II, 1971).trans. Alf Hillebeitel. Chicago. University of Chicago Press. ۱۹۸۸
- Myth et épopée:
- I. L'Idéologie des trois fonctions dans les épopées de peuples indo-européens, Paris. Gallimard, 1968. Fourth revised edn. ۱۹۸۶.
- Types épiques indo-européens; Un héros, un sorcier, un roi , Paris. Gallimard. ۱۹۷۱، ۱۹۸۶.
- Histoires romaines, Paris, Gallimard. 1973 Fêtes romaines d'été et d'automne, followed by Dix questions romaines, 1976.
- Apollon sonore, et autres essais, Esquisses de mythologie, Paris, Gallimard. ۱۹۸۲.

### آثار به فارسی
- ب‍ررس‍ی اس‍طوره ک‍اوس در اس‍اطی‍ر ای‍ران‍ی و ه‍ن‍دی
- س‍رن‍وش‍ت ج‍ن‍گ‍ج‍و
- س‍رن‍وش‍ت ش‍ه‍ری‍ار

هر سه اثر به وسیلهٔ شیرین مختاریان و مهدی باقی ترجمه شده و نشر قصه آن را منتشر کرده‌است.
همچنین جلال ستاری در کتاب اس‍طوره و ح‍م‍اس‍ه دران‍دی‍ش‍ه ژرژ دوم‍زی‍ل که توسط نشر مرکز منشر شده به بررسی آرای دومزیل پرداخته‌است.